# Allium juldusicola
Allium juldusicola är en amaryllisväxtart som beskrevs av Eduard August von Regel. Allium juldusicola ingår i släktet lökar, och familjen amaryllisväxter. Inga underarter finns listade i Catalogue of Life.